# Шахта «Дніпровська»
Шахта «Дніпровська».

## Історія
1965 р. - розпочалося будівництво шахти. 
24.11.1975 - стала до ладу з проектною потужністю 1,5 млн т вугілля на рік.
1980 р. - досягнута проектна потужність 1,5 млн т вугілля на рік.
1982 р. - дільниця №7 почала видобування вугілля одночасно 2 комбайнами.
2001—2010 рр. - передбачене розкриття і підготовка горизонту 340 м, розкриття і підготовка пластів св
8, сн
8 бремсберґової частини східного крила, розкриття і підготовка горизонту 230 м (схід) і горизонту 230 м (захід).

## Технічні дані
Входить до ПрАТ "ДТЕК Павлоградвугілля". Розташована у місті Тернівка, Дніпропетровської області.
Максимальна глибина робіт: 475 м.
Фактичний видобуток: 4019/2523 т/добу (1990/1999). У 2003 р. видобуто 980 тис.т вугілля.
Протяжність підземних виробок: 96,4/107,7 км (1990/1999). 
Шахта розробляє пласти св
10, Св
8, Сн
8 потужністю 0,68-1,2 м з кутом падіння пластів 2-5о. 
Шахта є надкатегорійною за викидами метану та небезпечною за пилом. Станом на 2023 р. абсолютне газовиділення дорівнює 30.8 м3/хв, відносне газовиділення: 14.2 м3/т. 
Кількість діючих очисних вибоїв: 7/3, підготовчих: 6/5. 
На очисних роботах використовуються сучасні вуглевидобувні механізовані комплекси КД-80, у підготовчих вибоях — комбайни ГПКС та ін.
Кількість працюючих: 2902/3062 ос., в тому числі підземних 1839/1923 ос. (1990/1999).
На шахті видобувається вугілля класу Г та ДГ. Гірські породи представлені пісковиками, аргілітами та алевролітами міцністю 2-4 за шкалою Протодьяконова. 